# Rifugio Willy Jervis
Das Rifugio Willy Jervis (1732 m s.l.m.) ist eine bewirtschaftete Schutzhütte in den Cottischen Alpen der norditalienischen Metropolitanstadt Turin/Region Piemont. Die 1947 errichtete und 1980 vollständig renovierte Schutzhütte des Club Alpino Italiano befindet sich im zur Gemeinde Bobbio Pellice gehörenden Hochtal Conca del Pra.

## Geschichte
Das Rifugio wurde nach dem Maschinenbauingenieur, Alpinisten (Mitglied im Club Alpino Accademico Italiano CAAI) und Widerstandskämpfer Guglielmo (Willy) Jervis (* 1901) benannt, der am 5. August 1944 von der SS in Villar Pellice auf dem Hauptplatz erschossen wurde.

## Übergänge
- Über den Blauen Weg der Via Alpina zum Rifugio Barbara Lowrie,
- zum Rifugio Granero, 2377 m,
- zum Rifugio Lago Verde, 2583 m.

## Gipfelbesteigungen
- Monte Granero, 3170 m
- Monte Meidassa, 3105 m